# Seznam dílů seriálu Instinkt zabijáka
Toto je seznam dílů seriálu Instinkt zabijáka. V Česku jej premiérově vysílala TV Prima.

## Přehled řad
| Řada | Díly | Premiéra v USA | Premiéra v USA | Premiéra v ČR  | Premiéra v ČR  |
| Řada | Díly | První díl      | Poslední díl   | První díl      | Poslední díl   |
| ---- | ---- | -------------- | -------------- | -------------- | -------------- |
| 1    | 13   | 23. září 2005  | 2006           | 31. října 2007 | 30. ledna 2008 |

## Seznam dílů

### První řada (2005–2006)
| Č. v seriálu | Původní název             | Český název              | Režie            | Scénář                          | Premiéra v USA     | Premiéra v ČR      |
| ------------ | ------------------------- | ------------------------ | ---------------- | ------------------------------- | ------------------ | ------------------ |
| 1            | Pilot                     | —                        | Robert Lieberman | Josh Berman                     | 23. září 2005      | 31. října 2007     |
| 2            | Five Easy Pieces          | Vrah v cizím těle        | Bryan Spicer     | Luke Schelhass                  | 30. září 2005      | 7. listopadu 2007  |
| 3            | 13 Going on 30            | Nedotýkej se mě          | James A. Contner | Carla Kettner                   | 7. října 2005      | 14. listopadu 2007 |
| 4            | O Brother, Where Art Thou | Bratříčku, kde jsi?      | Bryan Spicer     | Ed Zuckerman                    | 21. října 2005     | 21. listopadu 2007 |
| 5            | Die Like an Egyptian      | Osm bran k nesmrtelnosti | David Straiton   | Erin Maher a Kay Reindl         | 28. října 2005     | 19. listopadu 2007 |
| 6            | Who's Your Daddy          | Kdo je tvůj otec?        | James A. Contner | Charlie Craig                   | 4. listopadu 2005  | 5. prosince 2007   |
| 7            | Game Over                 | Život jako videohra      | John Kretchmer   | Carla Kettner                   | 11. listopadu 2005 | 12. prosince 2007  |
| 8            | Forget Me Not             | Amnézie                  | Michael Grossman | Kam Miller                      | 18. listopadu 2005 | 19. prosince 2007  |
| 9            | Shake, Rattle and Roll    | Obětuj se, aby přežili   | Bryan Spicer     | Luke Schelhass a Charles Murray | 12. února 2005     | 2. ledna 2008      |
| 10           | She's the Bomb            | Lidské bomby             | Vincent Misiano  | Carla Kettner                   | 9. února 2006      | 9. ledna 2008      |
| 11           | While You Were Sleeping   | Vražedné sny             | Bryan Spicer     | Erin Maher a Kay Reindl         | 2006?              | 16. ledna 2008     |
| 12           | Love Hurts                | Vzrušení z lovu          | Chris Grismer    | Carla Kettner                   | 2006?              | 23. ledna 2008     |
| 13           | Fifteen Minutes of Flame  | Patnáct minut ke smrti   | Tim Matheson     | Charlie Craig                   | 2006?              | 30. ledna 2008     |